# Відовре (муніципалітет)
Відовре (дан. Hvidovre) — муніципалітет у регіоні Столичний регіон королівства Данія. Площа — 23 квадратних кілометрів. Адміністративний центр муніципалітету — місто Відовре.

## Населення
У 2012 році населення муніципалітету становило 50 600 осіб.